# Крымская (станция МЦК)
Кры́мская — остановочный пункт Малого кольца Московской железной дороги, обслуживающий маршрут городского электропоезда — Московское центральное кольцо. В рамках транспортной системы Московского центрального кольца обозначается как «станция», хотя фактически не является железнодорожной станцией ввиду отсутствия путевого развития.
Открыт 10 сентября 2016 года вместе с открытием пассажирского движения электропоездов МЦК.
Платформа расположена между остановочными пунктами МЦК Верхние Котлы и Площадь Гагарина.
В перспективе на базе станции МЦК и проектируемой одноимённой станции метро Троицкой линии планируется создание объединённого ТПУ.

## Строительство
Работы по строительству транспортно-пересадочного узла «Крымская» начались в марте 2016 года. Планируемый срок окончания работ — август 2016 года. Открыта 10 сентября 2016 года.
| - Место летом 2015 года, до начала строительства - Строительство платформы под Севастопольским проспектом, август 2016 года |

## Пассажиропоток
Из 31 станции МЦК Крымская занимает 22-е место по популярности. В 2017 году средний пассажиропоток по входу и выходу составил 13 тыс. чел. в день и 389 тыс. чел. в месяц.

## Наземный общественный транспорт
На этой станции можно пересесть на следующие маршруты городского пассажирского транспорта:
- Автобусы: м90, 121, 915, н16